# Suore francescane dell'Immacolata Concezione (Lipari)
Le Suore Francescane dell'Immacolata Concezione, dette di Lipari, sono un istituto religioso femminile di diritto pontificio.

## Storia
L'istituto fu fondato a Lipari nel 1905 da Florenzia Profilio, già religiosa della congregazione di Allegany, con l'approvazione del vescovo Francesco Maria Raiti.
La congregazione, aggregata all'ordine dei frati minori dal 4 luglio 1938, ricevette il pontificio decreto di lode il 25 aprile 1949 e le sue costituzioni furono approvate definitivamente il 7 marzo 1958.

## Attività e diffusione
Le suore si deducano all'educazione della gioventù, all'assistenza ai malati e al lavoro nelle parrocchie.
Oltre che in Italia, sono presenti in Brasile e Perù; la sede generalizia è a Roma.
Alla fine del 2015 l'istituto contava 67 religiose in 21 case.